# Memorial Argo Manfredini 2004
Il Memorial Argo Manfredini 2004 è stato un torneo di tennis facente parte della categoria ATP Challenger Series nell'ambito dell'ATP Challenger Series 2004. Il torneo si è giocato a Sassuolo in Italia dal 1° al 6 giugno 2004 su campi in terra rossa.

## Vincitori

### Singolare
Potito Starace ha battuto in finale  Alessio Di Mauro con il punteggio di 6–2, 6–3

### Doppio
Enzo Artoni /  Ignacio Gonzalez-King hanno battuto in finale  Gianluca Bazzica /  Paul Capdeville con il punteggio di 3–6, 6–4, 6–1